# HMS Hurworth (1984)
HMS Hurworth – brytyjski niszczyciel min typu Hunt, w służbie Royal Navy od 1985 roku. Nosi numer burtowy M 39. Jest drugim okrętem o tej nazwie.

## Budowa
Okręt był jedenastą według numeracji, lecz dziewiątą zbudowaną jednostką z 13 brytyjskich niszczycieli min typu Hunt. Zamówiono go 19 czerwca 1980 roku razem z trzema innymi w stoczni Vosper Thornycroft Ltd w Woolston (część Southampton), która zbudowała większość okrętów tego typu. Okręt wodowano 25 września 1984 roku, a przyjęto do służby po ukończeniu 2 lipca 1985 roku. Nazwa pochodziła od wsi Hurworth-on-Tees, związanej z polowaniem na lisy, zgodnie z nazewnictwem typu. Był drugim okrętem o tej nazwie, po niszczycielu eskortowym z II wojny światowej. Koszt budowy wynosił ok. 35 mln funtów.

## Opis

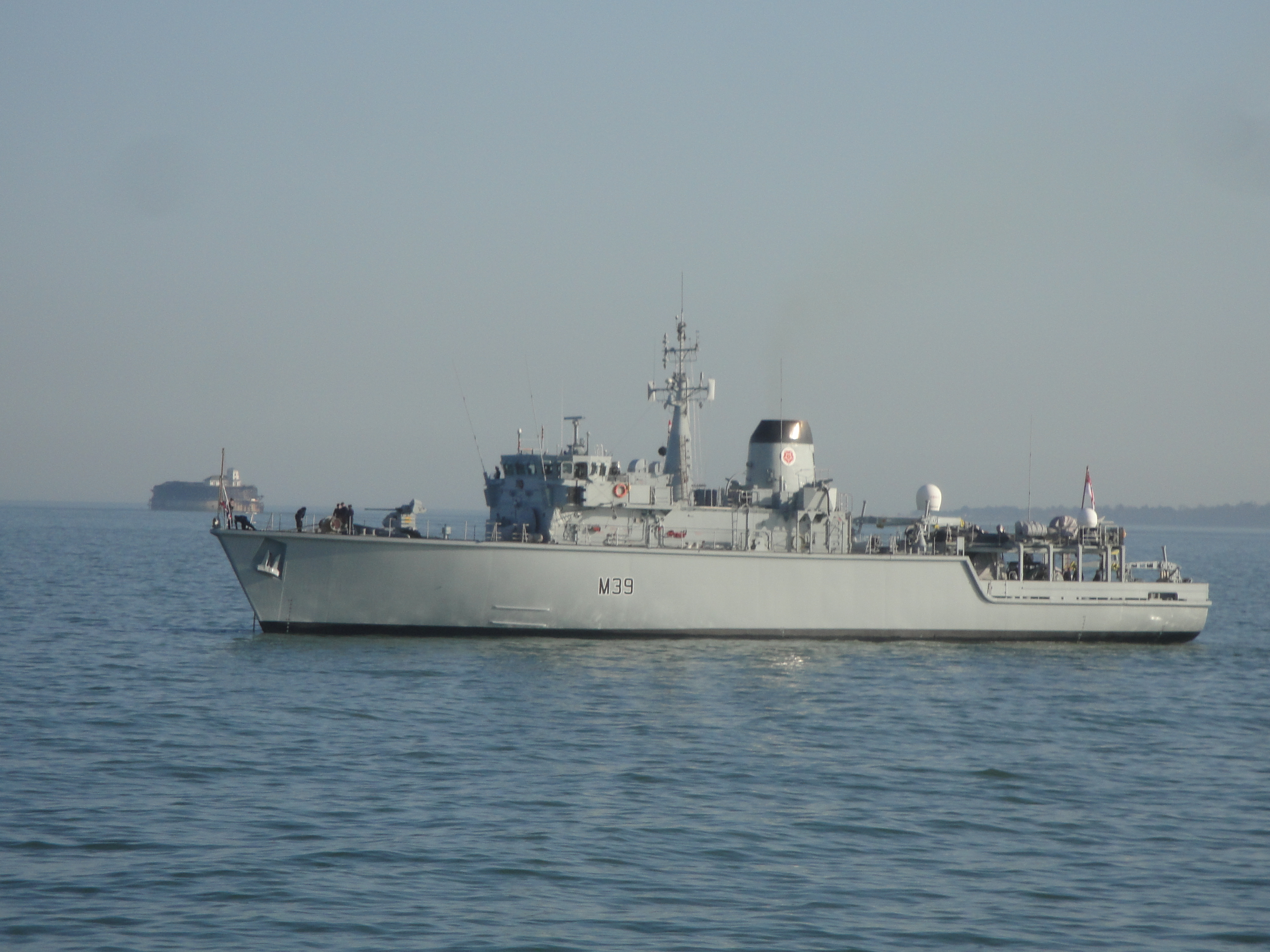
HMS „Hurworth” w Portsmouth w 2012

Okręty typu Hunt miały kadłub zbudowany z plastiku wzmocnionego włóknem szklanym (GRP). Wyporność standardowa wynosiła 615 ts, a pełna 725 ts. Nowsze źródła podawały wyporność pełną 750 ton. Długość całkowita wynosiła 60 m, a na linii wodnej 57 m, szerokość: 10 m, a maksymalne zanurzenie: 3,4 m. Załoga liczyła 45 osób, w tym 6 oficerów.
Uzbrojenie służyło tylko do samoobrony i pierwotnie na okrętach typu Hunt stanowiła je automatyczna armata uniwersalna Bofors 40 mm. Do połowy lat 90. była wymieniana na armatę Oerlikon/BMARC DS30B kalibru 30 mm L/75. W latach 1991–92 na „Hurworth” były zamontowane dodatkowo dwa działka kalibru 20 mm Oerlikon/BMARC GAM-C01. Na przełomie pierwszej i drugiej dekady XXI wieku na okrętach tego typu ustawiono trzy sześciolufowe rotacyjne karabiny maszynowe 7,62 mm Dilon Aero M134 Minigun. Uzbrojenie uzupełniały dwa karabiny maszynowe kalibru 7,62 mm, zastępowane w latach 2014–2015 przez karabiny maszynowe kalibru 12,7 mm Browning.
Napęd stanowiły dwa silniki wysokoprężne Ruston-Paxman 9-59K Deltic o mocy łącznej 3800 hp, napędzające dwie śruby, pozwalające na osiąganie prędkości maksymalnej 15 węzłów. Ponadto okręty miały pomocniczy napęd hydrauliczny pozwalający na osiąganie prędkości do 8 węzłów, napędzany przez silnik Deltic 9-55B o mocy 780 hp, napędzający też agregaty prądotwórcze. Zasięg wynosił 1500 mil morskich przy prędkości 12 w. Przed 2016 rokiem na okręcie wymieniono silniki na Caterpillar C-32 ACERT o mocy po 2000 hp (łącznie 4000 hp).
Wyposażenie nawigacyjne obejmowało radar Kelvin Hughes Type 1006 lub 1007 (pasmo I). Wyposażenie do poszukiwania min obejmowało pierwotnie sonar Plessey Type 193M Mod 1. Ponadto okręty miały sonar wysokiej częstotliwości Mil Cross do unikania min na kursie i sonar Type 2059 do śledzenia pojazdów podwodnych. W 2005 roku został wyposażony w nowy sonar 2193. Okręty typu Hunt miały system informacji bojowej CAAIS DBA4. Po 1990 roku okręty otrzymały system nawigacyjny Racal Mk 53. W latach 2004–2005 okręty otrzymały również system dowodzenia NAUTIS 3.
Po wejściu do służby „Hurworth” przenosił dwa zdalnie kierowane pojazdy podwodne PAP-104 do zwalczania min, a od 1988 roku mógł przenosić pojazdy nowszego typu PAP-105. Okręty ponadto miały trały magnetyczne MS 14, holowany trał akustyczny Sperry MSSA Mk 1 i klasyczne trały kontaktowe Oropesa Mk8. Trały niekontaktowe zostały zdemontowane w 2005 roku. Na przełomie pierwszej i drugiej dekady XXI wieku pojazdy podwodne PAP-104/105 zastąpiono przez jednorazowe Seafox C.

## Służba

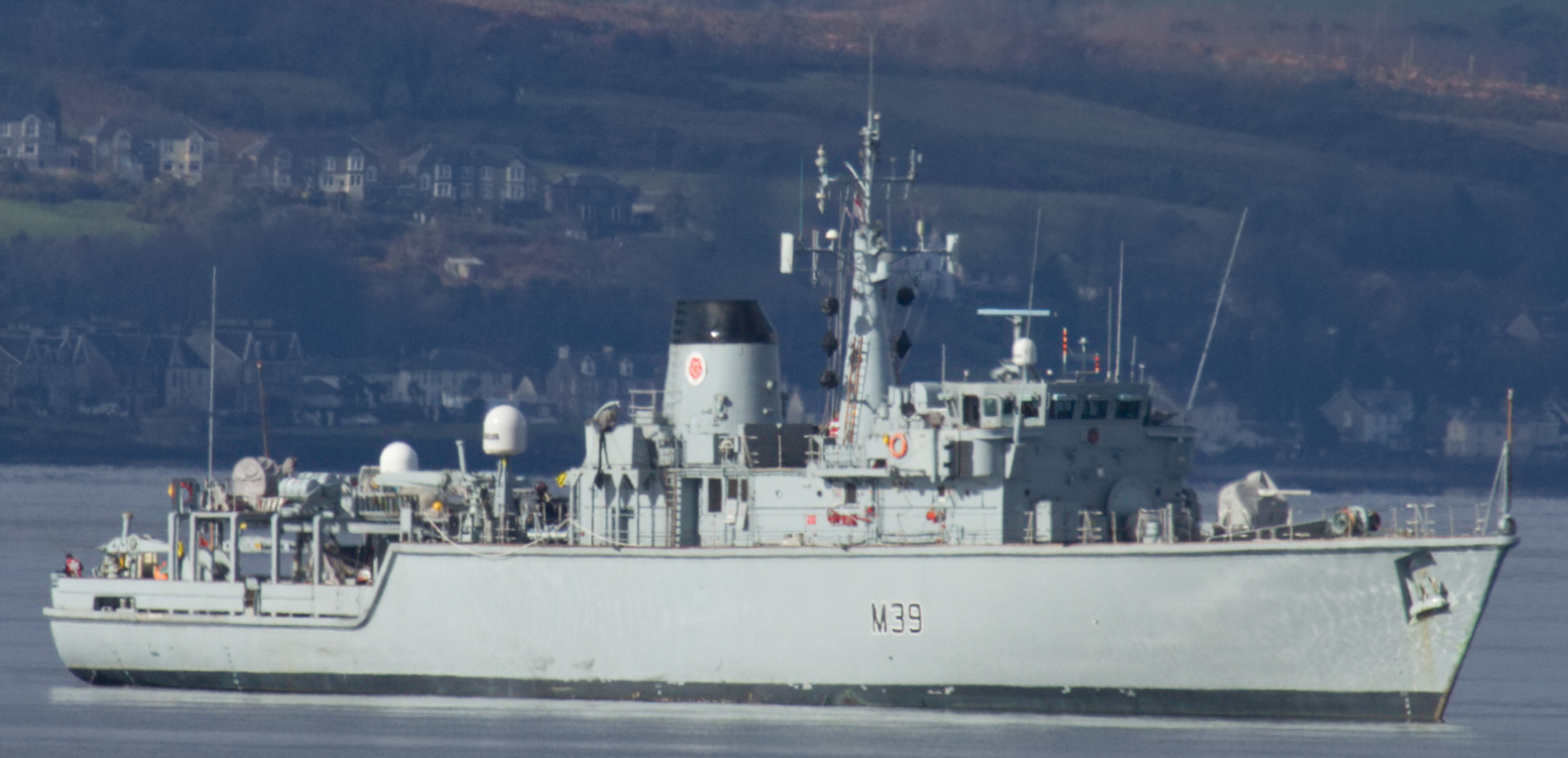
HMS „Hurworth” w Firth of Clyde w 2017

HMS „Hurworth” (numer burtowy M 39) został wcielony do służby w brytyjskiej Royal Navy 2 lipca 1985 roku. Został przydzielony do 3 Eskadry Niszczycieli Min (3rd MCM Squadron). 
W 1987 roku „Hurworth” brał udział w akcji ratunkowej promu „Herald of Free Enterprise”. 13 sierpnia 1990 roku wypłynął na wschodnie Morze Śródziemne, wraz z bliźniaczymi „Cattistock” i „Atherstone”. Następnie na początku 1991 roku wziął udział w wojnie w Zatoce Perskiej, za co przyznano mu wyróżnienie bojowe (battle honour). W kwietniu tego roku powrócił do bazy w Portsmouth.
W 2005 roku „Hurworth” został wyposażony w nowy sonar 2193. We wrześniu 2006 roku wypłynął na czteromiesięczny rejs na Morze Śródziemne, między innymi składając wieniec na miejscu zatopienia niszczyciela eskortowego noszącego tę nazwę w Dodekanezie.
Przed 2016 rokiem okręt przeszedł modernizację połączoną z wymianą silników.
W 2018 roku okręt był w składzie 2 Eskadry Niszczycieli Min (MCM2), pod dowództwem kmdra ppor. Marka Hewarda. Pod koniec tego roku wziął udział w dużych ćwiczeniach NATO Trident Juncture u wybrzeży Norwegii. W sierpniu 2022 roku okręt wszedł w skład stałego zespołu przeciwminowego NATO Standing Mine Countermeasures Group 1. Dowódcą okrętu był wówczas kmdr ppor. Simon Reeves. W 2024 roku dowódcą okrętu był kmdr ppor. Alex Knight.